# Gmina Antsla
Gmina Antsla (est. Antsla vald) – gmina wiejska w Estonii, w prowincji Võru.
W skład gminy wchodzą:
- 4 okręgi miejskie: Antsla, Kobela, Vana-Antsla.
- 24 wsie: Anne, Antsu, Haabsaare, Jõepera, Kaika, Kikkaoja, Kollino, Kraavi, Litsmetsa, Luhametsa, Lusti, Madise, Mähkli, Oe, Piisi, Rimmi, Roosiku, Savilöövi, Soome, Säre, Taberlaane, Tsooru, Viirapalu, Ähijärve.